# (14383) 1990 OY3
A (14383) 1990 OY3 a Naprendszer kisbolygóövében található aszteroida. Henry E. Holt fedezte fel 1990. július 27-én.